# Кифер, Томас
Томас Нисбит «Том» Кифер (англ. Thomas Nisbit "Tom" Kiefer; род. 25 февраля 1958, Шарон) — американский гребец, выступавший за сборную США по академической гребле в период 1975—1986 годов. Серебряный призёр летних Олимпийских игр в Лос-Анджелесе, трёхкратный бронзовый призёр чемпионатов мира, чемпион Игр доброй воли, обладатель серебряной медали Панамериканских игр, победитель и призёр многих регат национального значения.

## Биография
Томас Кифер родился 25 февраля 1958 года в городе Шарон, штат Коннектикут.
Занимался академической греблей во время учёбы в Северо-Восточном университете, состоял в местной гребной команде, неоднократно принимал участие в различных студенческих регатах, в частности в 1981 году выиграл бронзовые медали на регатах Eastern Sprints и Intercollegiate Rowing Association. Впоследствии введён в Зал славы спорта университета. Также проходил подготовку в атлетическом клубе Пенн в Филадельфии.
Впервые заявил о себе в гребле на международной арене в 1975 году, выступив в восьмёрках на юниорском мировом первенстве в Монреале. Год спустя на аналогичных соревнованиях в Филлахе выиграл бронзовую медаль в распашных рулевых двойках.
Первого серьёзного успеха на взрослом международном уровне добился в сезоне 1979 года, когда вошёл в основной состав американской национальной сборной и побывал на Панамериканских играх в Сан-Хуане, откуда привёз награду серебряного достоинства, выигранную в рулевых двойках.
В 1981 году стал бронзовым призёром в восьмёрках на чемпионате мира в Мюнхене.
На мировом первенстве 1982 года в Люцерне попасть в число призёров не смог, финишировал в финале восьмёрок четвёртым.
Благодаря череде удачных выступлений удостоился права защищать честь страны на домашних летних Олимпийских играх 1984 года в Лос-Анджелесе. В программе распашных рулевых четвёрок пришёл к финишу вторым, пропустив вперёд только экипаж из Великобритании, и тем самым завоевал серебряную олимпийскую медаль.
После лос-анджелесской Олимпиады Кифер остался в составе гребной команды США и продолжил принимать участие в крупнейших международных регатах. Так, в 1985 году он выступил на чемпионате мира в Хазевинкеле, где вновь стал бронзовым призёром в восьмёрках.
В 1986 году добавил в послужной список бронзовую награду, полученную в восьмёрках на мировом первенстве в Ноттингеме. Кроме того, в этом сезоне в той же дисциплине одержал победу на Играх доброй воли в Москве. Вскоре по окончании этих соревнований принял решение завершить спортивную карьеру.
Впоследствии занимался тренерской деятельностью, работал менеджером в крупной транспортной компании в Бостоне. Женат, есть четверо детей.